# Seigo Tsuzuki
Seigo Tsuzuki (em japonês:  続 正剛 Tsuzuki Seigo; Promissão, 22 de setembro de 1932) é um médico e político brasileiro.
Filho de imigrantes japoneses, Seigo Tsuzuki formou-se em medicina pela Universidade de São Paulo em 1958. Especializado em cirurgia cardiovascular, fez parte parte da equipe de Euryclides de Jesus Zerbini no Hospital das Clínicas da Faculdade de Medicina da Universidade de São Paulo, que realizava transplantes de coração.
Foi o primeiro presidente da Fundação Zerbini, entidade que mantém o Instituto do Coração do Hospital das Clínicas da FMUSP.
Foi ministro da Saúde no governo José Sarney, de 16 de janeiro de 1989 a 15 de março de 1990.